# Svetogrđe
Svetogrđe je namjerno oskvrnuće posvećenog mjesta, stvari ili osobe s pogrdnom namjerom.
Od svetogrđa se razlikuje profanacija, gdje se nešto posvećeno bez zle nakane upotrebljava u profane svrhe.

## Katolička Crkva
Katekizam Katoličke Crkve (br. 2120.) definira svetogrđe kao:
Svetogrđe je obeščašćivanje sakramenata i drugih bogoslužnih čina, kao i osoba, predmeta i mjesta Bogu posvećenih, ili nedostojno postupanje s tim stvarima i činima. Svetogrđe je težak grijeh osobito kad je počinjeno protiv Euharistije, jer je u tom sakramentu suštinski prisutno samo tijelo Kristovo.
Prema katoličkoj teologiji postoje tri vrste svetogrđa:

### Svetogrđe posvećenih osoba
Bogu posvećene osobe su one osobe koje su na poseban način određene na službu Bogu po sakramentu svetoga reda ili po prihvaćanju javnih zavjeta. Svetogrđe posvećenih osoba (sacrilegium personale) se događa kada:
1. posvećene osobe same krše obveze celibata ili zavjet čistoće na bilo koji način ili kad druge to učine s njima ili nad njima;
2. kad ih netko na težak način ugrožava fizički;
3. odstranjenjem posvećene osobe od svete službe.

### Svetogrđe posvećenih mjesta
Sveta mjesta su ona mjesta koja su, posvetom ili blagoslovom, određena za bogoštovlje. Prema Zakoniku kanonskoga prava (kan. 1211.) o svetogrđu mjesta se navodi:
Sveta se mjesta oskvrnjuju kad se u njima na sablazan vjemika počine teško uvredljiva djela koja su prema sudu mjesnog ordinarija tako teška i protivna svetosti mjesta da nije dopušteno u njima obavljati bogoslužje dok se uvreda ne nadoknadi pokorničkim obredom prema odredbi bogoslužnih knjiga.
Svetogrđe posvećenih mjesta  (sacrilegium locale) se događa obesvećenjem:
1. ubojstvom, tjelesnim nasilnim ozljedama, vanjskim grijesima spolne nečistoće;
2. uporabom u svrhe protivne kultu i bez poštovanja (svjetovnim zabavama, trgovinom, bukom);
3. crkvenim sprovodom otpadnika od vjere ili onoga tko je izopćen sudskom presudom, krivovjernika, raskolnika, onoga tko se dao spaliti zbog razloga protivnih kršćanskoj vjeri itd. (kan. 1184.);
4. provalom i krađom stvari vezanih uz bogoštovlje.

### Svetogrđe posvećenih stvari
Među svetim stvarima smatraju se sakramenti (u materijalnom i formalnom smislu), posebno posvećene euharistijske prilike kruha i vina, Sveto Pismo, relikvije, namještaj, posuđe i odjeća koji se koriste u bogoštovlju.
Zakonik kanonskog prava (kan. 1376.) navodi:
Tko obeščasti svetu stvar, pokretnu ili nepokretnu, neka se kazni pravednom kaznom.
Prema Zakoniku kanonskog prava (kan. 1211.) u oskvrnutim mjestima nije dopušteno u obavljati bogoslužje dok se uvreda ne nadoknadi pokorničkim obredom.

### Kazne
Za počinitelje svetogrđa crkveno zakonodavstvo predviđa stroge kazne u obliku svih tri cenzura: izopćenja iz Crkve, interdikt (zabrana bogoslužja) i suspenzija. Prve dvije mogu pogoditi svakoga člana Crkve, a treća samo klerike.

#### Izopćenja
Kaznom izopćenje kažnjava se zbog:
1. Izopćenja latae sententiae

1.1. izopćenja pridržana Svetoj Stolici
- profanacija euharistije (kan. 1367.);
- fizičko nasilje (kan. 1370.) ili ubojstvo pape (kan. 1397.);
- odrješenje sukrivca u grijehu protiv šeste zapovijedi (kan. 1378.);
- ređenje novoga biskupa bez papina odobrenja (kan. 1382.);
- izravna povreda ispovjedne tajne od ispovjednika (kan. 1388.).

1.2. izopćenja pridržana ordinariju
- otpad od vjere, hereza, šizma (kan. 1364.);
- pobačaj stvarno učinjen (kan. 1398.).

2. Izopćenja ferendae sententiae
- ako nesvećenik pokuša slaviti misu (kan. 1378.);
- ako onaj, tko ne može valjano ispovjediti, to pokuša (kan. 1378.);
- povreda ispovjedne tajne (npr. tumač, prolaznik, itd.) (kan. 1388.).

3. Propisane cenzure koje uključuju izopćenje
- krštenje i odgoj djece u nekatoličkoj vjeri (kan. 1366.);
- utok na opći sabor ili zbor biskupa protiv nekog akta pape (kan. 1372.);
- druga klevetnička prijava protiv crkvenoga poglavara ili povreda dobroga glasa drugoga (kan. 1390.);
- nezakonita zarada od priloga za mise (kan. 1385.).

#### Interdikt
Kaznom interdikta, odnosno zabranom bogoslužja kažnjava se zbog:
1. Interdikti latae sententiae
- fizičko nasilje protiv biskupa ili njegovo ubojstvo (kan. 1370.);
  - ako je klerik, suspenzija (kan. 1370.);
- ako laik pokuša slaviti euharistiju (kan. 1378.);
- tko pokuša ispovijedati, a nema ovlasti (kan. 1378.);
  - ako je klerik, suspenzija (kan. 1378.);
- lažna optužba ispovjednika za poticanje na grijeh (kan. 1390.);
  - ako je klerik, suspenzija (kan. 1390.);
- redovnik, koji nije klerik, ako pokuša sklopiti ženidbu, makar samo civilnu (kan. 1394.).

2. Interdikti ferendae sententiae
- tko zbog nekog čina crkvene vlasti izaziva javno na mržnju i neposluh prema Apostolskoj stolici i ordinariju (kan. 1373.);
- tko promiče i vodi društvo koje radi protiv Crkve (kan. 1374.);
- tko slavi sakrament po simoniji (kan. 1380.).

3. Propisane cenzure koje uključuju interdikt
- krštenje i odgoj djece u nekatoličkoj vjeri (kan. 1366.);
- utok na opći sabor ili zbor biskupa protiv nekog akta pape (kan. 1372.);
- druga klevetnička prijava protiv crkvenoga poglavara ili povreda dobroga glasa drugoga (kan. 1390.);
- nezakonita zarada od priloga za mise (kan. 1385.).

#### Suspenzija
Kaznom suspenzije kažnjava se zbog:
1. Suspenzije latae sententiae
- nasilje protiv biskupa ili ubojstvo (kan. 1370., 1397.);
- pokušaj đakona da slavi euharistiju (kan. 1378.);
- pokušaj sakramentalnog odrješenja od đakona ili svećenika koji nema ovlast ispovijedanja (kan. 1378.);
- zaređivanje za đakona ili svećenika kandidata bez otpusnog pisma (biskupu zareditelju zabrana rediti kroz jednu godinu; zaređeni svećenik i đakon je suspendiran ab ordinibus na neodređeno vrijeme) (kan. 1383.);
- lažna optužba crkvenom poglavaru za navođenje na grijeh (usp. interdikt) (kan. 1390.);
- klerik koji pokuša sklopiti ženidbu, makar samo civilnu (kan. 1394.).

2. Suspenzije ferendae sententiae
- slavljenje ili primanje sakramenata po simoniji (kan. 1380.);
- zločin poticanja na grijeh (kan. 1387.);
- klerik konkubinarac i drugi prekršaji protiv šeste zapovijedi (kan. 1395.).

3. Propisane cenzure koje uključuju suspenziju
- utok na opći sabor ili zbor biskupa protiv nekog akta pape (kan. 1372.);
- druga klevetnička prijava protiv crkvenoga poglavara ili povreda dobroga glasa drugoga (kan. 1390.);
- nezakonita zarada od priloga za mise (kan. 1385.).

### Članci
- Vukšić, Tomo. 2001. Svetogrđe prema katoličkoj teologiji i kanonskom pravu. Vrhbosnensia. Univerzitet u Sarajevu – Katolički bogoslovni fakultet. Sarajevo. 5 (2): 263–286

### Mrežna sjedišta
- Svetogrđe. Hrvatska enciklopedija (LZMK). Pristupljeno 5. travnja 2025.